# Marmok
Marmok (ранее — Mr. Marmok; настоящее имя — Мари́н Никола́евич Мока́ну (рум. Marin Mocanu); род. 19 августа 1991, Бельцы, Молдавская ССР, СССР) — молдавский русскоязычный летсплейщик, видеоблогер и стример. Создатель и владелец YouTube-каналов «Marmok» (ранее — «Mr. Marmok») и «Marmok Live».

## Биография
Родился 19 августа 1991 года в Бельцах (Молдавская ССР), где провёл юность и детство. В школе учился хорошо. Благодаря русскоговорящему отцу смог выучить русский язык. Дополнительно занимался танцами и рисованием. Навыки и талант рисовать позже превратились в профессию, он работал дизайнером-иллюстратором. После 2017 года перешёл на фриланс.
Марин средний ребёнок в семье. У него есть два брата — Дмитрий и Кристиан.

### Личная жизнь
Марин женат на Марине Мокану. Их свадьба состоялась осенью 2017 года. В 2018 году у них родился сын.

## Деятельность на YouTube
В апреле 2008 года Марин создал свой YouTube-канал под названием «Cryfan» (ныне — «Marmok»). Основной целью создания канала было делиться механикой игрового процесса компьютерной игры «Crysis».
В 2014 году Марин сменил название канала на «HITMAN.46». После публикации роликов посвященных игре «Far Cry 4», количество подписчиков начало расти, и название канала снова сменилось на «Mr. Marmok». Также сменился и стиль видеороликов — на канале публиковались обзоры всевозможных ошибок и багов в играх. Алгоритм создания роликов был таков — Марин брал любую компьютерную игру, проходил её, а все интересные моменты (слабые места и недоработки разработчиков) записывал на видео, и публиковал комментарии к ним, а со временем начал озвучивать видеоролики. А многие обороты речи в итоге вошли в обиход многих его зрителей. Поначалу он выпускал свои ролики каждую пятницу, но в 2020 году в связи с появившимися проблемами со здоровьем, он перешёл на плавающий график.
К 2018 году количество подписчиков канала составляло 6 млн человек. Marmok имеет небольшое количество рубрик: «GTA V», «CS», «Баги, Приколы, Фейлы», «Игродно», «VR» и также ролики по разным играм.
В 2014 году Марин создал свой второй YouTube-канал «Marmok Live», который был посвящен стримам (прямым трансляциям) и влогам, а также дизайну и обработке фото.

## Популярность
Компания «Медиалогия» в январе 2021 года внесла Марина в рейтинг «Топ-10 YouTube-каналов по индексу влиятельности социального медиа» (SM Influence) присвоив ему второе место.
7 декабря 2020 года Marmok вошёл в список «ТОП-10 каналов на российском YouTube», и занял в нём 6-е место.
В октябре 2020 года вошёл в список «ТОП-10 блогеров для молодёжной аудитории», по версии аналитической платформы «MMG Blogger Track», и занял там 6-е место.
В рейтинге «ТОП-10 популярных российских блогеров», в октябре 2020 года Марин занял 7-е место, рейтинг составила аналитическая платформа «MMG Blogger Track».
В июне 2020 года занял 27-е место в списке «Топ-30 блогеров в YouTube».
В феврале 2020 года вошёл в «Топ-20 русскоязычных YouTube-блогеров», по рейтингам от «Brand Analytics».
16 октября 2019 года «Brand Analytics» внесла Marmok в рейтинг «ТОП-20 русскоязычных YouTube-блогеров» в сентябре, и присвоила ему 11-е место.
В рейтинге «ТОП-20 русскоязычных YouTube-блогеров» за июнь 2019 года, от компании «Brand Analytics», занял 18-е место.
В сентябре 2018 года был внесён в «десятку ютуберов-родителей» и занял в списке 8-е место.

## Благотворительность
Marmok активно принимает участие в благотворительных проектах. Например, в августе 2020 года он организовал прямой эфир в котором собрал 5000 долларов для благотворительной организации «Caritate».